# Sct. Knuds Skole (Fredericia)
Sct. Knuds Skole & Børnehave er katolsk privatskole med tilhørende privat daginstitution beliggende i karreen omkring Sjællandsgade, Gothersgade og Fynsgade i Fredericia, hvis fundament og virke bygger på det katolsk-kristne livs- og menneskesyn og har som sit særlige kendetegn til formål at skabe et værdibaseret skolemiljø. På Sct. Knuds Skole & Børnehave skal børn og elever i frihed udvikle sine evner og særlige potentialer til gavn for den enkelte og fællesskabet. Desuden er det skolens mål at styrke elevernes mod til at træffe etisk funderede valg. Skolen består af børnehave og en skoleafdeling fra børnehaveklasse til og med 9. klassetrin med i alt cirka 385 elever og 54 børnehavebørn (pr. 2024). Skolens fritidsordning tilbydes skolens elever fra børnehaveklassen til 3. klasse og skolen har ligeledes tilknyttet en aftenklub for elever fra 3. - 5. klasse. Skolen ligger ved siden af Sankt Knuds Kirke i Fredericia, som af kirkens menighedsråd udpeger to medlemmer til skolens bestyrelse.

## Skolens historie
I 1848 bekoster de tyske brødre Anton og Frantz Schütten den nye skole i Sjællandsgade. Huset ligger i dag lige ved siden af Sankt Knuds Kirke og Sct. Josef Plejehjem. I 1866 overtager Sankt Joseph Søstrene undervisningen på skolen. I 1907 bygges den nuværende hovedbygning. I 1981 forlader de sidste Sankt Josephsøstre Fredericia.

## Ekstern kilde/henvisning
- Sct. Knuds Skoles officielle hjemmeside

|  | Denne artikel om en bygning eller et bygningsværk kan blive bedre, hvis der indsættes et (bedre) billede. Du kan hjælpe ved at afsøge Wikimedia Commons for et passende billede eller lægge et op på Wikimedia Commons med en af de tilladte licenser og indsætte det i artiklen. |

55°33′49.67″N 9°45′20.9″Ø / 55.5637972°N 9.755806°Ø